# Székely István (kézilabdázó)
Székely István (Budapest, 1980. május 30. –) magyar kézilabdázó, jobbszélső.

## Korábbi klubjai
- Elektromos SE            /1992-2000/ magyar NB-1
- PLER KC                  /2000-2001/ magyar NB-1
- RTSC                     /2001-2002/ magyar NB-1
- SSV Forst Brixen         /2002-2004/ olasz A1
- Vamasa Valencia          /2004/      spanyol Liga Asobal
- J.D.Arrate               /2005/      spanyol Liga Asobal
- St.Otmar St.Gallen       /2005/      svájci SHL
- Grasshoppers Club Zürich /2006/      svájci SHL
- PAOK Saloniki            /2006-2007/ görög A1
- Győri ETO KC             /2007-2009/ magyar NB-1
- Tatabánya Carbonex KC    /2009-      magyar NB-1

Az Elektromosban eltöltött évei alatt kettős játékengedéllyel megfordult a Dunakeszi VSE, a Csömör KSK és a HORT SE csapataiban is.